# 應用服務提供商
應用服務提供商（Application service provider），是一種服務的供應商，該服務名為電腦應用軟體，有如租車公司，令顧客用家有更多的選擇，共享不菲的軟體。
應用服務提供商可以提供的软件及服务类型:
- 域名注册、主机托管、网站设置
- 办公自动化
- 供应链、客户关系管理、制造资源计划
- 电子邮件
- 门户及商务平台类
- 财务软件、进销存电算化
- 物流软件、货运软件
- CAD、PDM
- 网上交易系统
- 无线应用系统

## 相關
- 外判
- 個人私隱
- 版權費

## 外部参考
- 電子商務: 應用服務供應商